# Stand Your Ground
Stand Your Ground — второй и последний студийный альбом британской рок-группы Wild Horses, выпущенный 8 мая 1981 года.

## Об альбоме
После своего выхода альбом получил различные отзывы критиков, как положительные, так и резко отрицательные. Сам Джимми Бэйн говорит, что он гордится этим альбомом.
В отличие от предыдущего альбома, Stand Your Ground не попал в чарты.
После выхода альбома группу покинули Робертсон и Эдавардс. Им была найдена замена в лице Лоуренса Арчера и Фрэнка Нуна, кроме того был приглашен вокалист Рубен Арчер. Однако данный состав долго не продержался и в конце 1981 года Wild Horses распались.
Альбом трижды переиздавался: в 1999 году на лейбле Zoom Club, в 2009 на Krescendo Records и в 2013 на Rock Candy. Все переиздания были дополнены бонус-треками из концертных записей и ранее не издававшихся песен.

## Список композиций
Все песни написаны Брайаном Робертсоном и Джимми Бэйном, если не указано иное.
| №                   | Название             | Автор(ы)            | Длительность |
| ------------------- | -------------------- | ------------------- | ------------ |
| 1.                  | «I'll Give You Love» |                     | 3:44         |
| 2.                  | «In the City»        |                     | 4:44         |
| 3.                  | «Another Lover»      |                     | 3:26         |
| 4.                  | «Back in the U.S.A.» | Чак Берри           | 3:50         |
| 5.                  | «Stand Your Ground»  |                     | 3:36         |
| 6.                  | «The Axe»            |                     | 4:20         |
| 7.                  | «Miami Justice»      |                     | 5:00         |
| 8.                  | «Precious»           |                     | 4:36         |
| 9.                  | «New York City»      |                     | 3:26         |
| 10.                 | «Stake Out»          |                     | 3:40         |
| Общая длительность: | Общая длительность:  | Общая длительность: | 41:22        |

| №                   | Название            | Длительность |
| ------------------- | ------------------- | ------------ |
| 11.                 | «The Rapist»        | 3:34         |
| 12.                 | «The Kid»           | 3:12         |
| Общая длительность: | Общая длительность: | 48:08        |

| №                   | Название                    | Длительность |
| ------------------- | --------------------------- | ------------ |
| 11.                 | «Everlasting Love (live)»   | 3:19         |
| 12.                 | «I'll Give You Love (live)» | 4:30         |
| 13.                 | «Stake Out (live)»          | 4:00         |
| 14.                 | «Stand Your Ground (live)»  | 3:12         |
| Общая длительность: | Общая длительность:         | 56:23        |

| №   | Название                    | Длительность |
| --- | --------------------------- | ------------ |
| 11. | «The Kid»                   |              |
| 12. | «Everlasting Love»          |              |
| 13. | «Because I Care (демо)»     |              |
| 14. | «Are You Ready (демо)»      |              |
| 15. | «The Kid (демо)»            |              |
| 16. | «Saturday Night (live)»     |              |
| 17. | «Rocky Mountain Way (live)» |              |

## Участники записи
- Джимми Бэйн — бас-гитара, клавишные, вокал
- Брайан Робертсон — соло-гитара, бэк-вокал
- Джон Локтон — ритм-гитара
- Клайв Эдвардс — ударные